# Anatexis

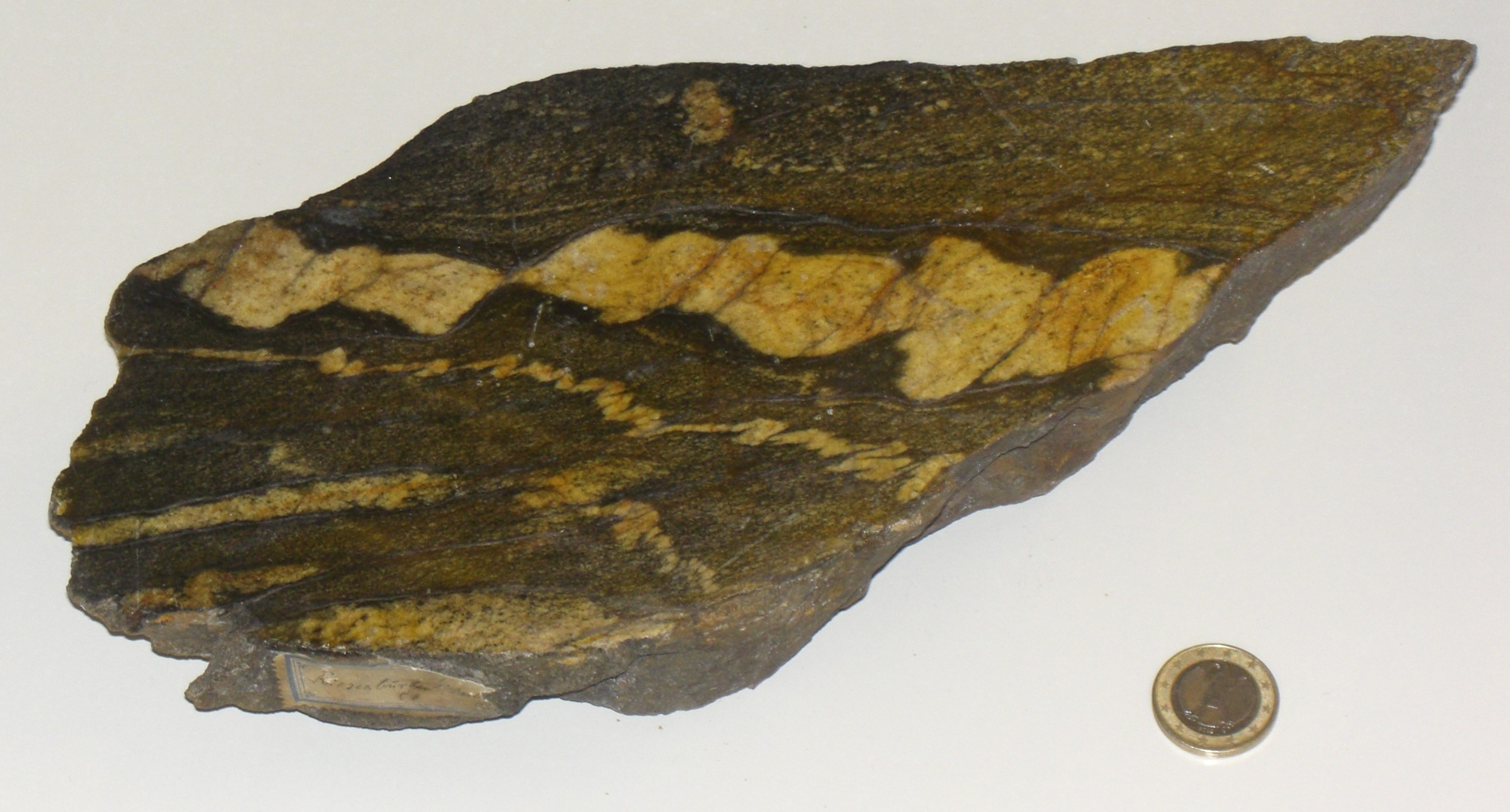
Doorgezaagde en gladgepolijste migmatitische gneiss, munt van 1 euro voor schaal. Duidelijk zijn melanosome donkere (residu) en leukosome lichtere (gesmolten) banden te zien. De banden zijn geplooid en geboudineerd.

Met anatexis (Grieks: ανατηξις = smelten) wordt in de geologie het partieel smelten van gesteenten in de continentale korst bedoeld, dat plaatsvindt als gevolg van stijging van de temperatuur, daling van de druk of het toenemen van vluchtige bestanddelen (bijvoorbeeld H2O of CO2) in het gesteente.

## Proces
Anatexis vindt normaal gesproken alleen in de diepere delen van de korst plaats, waar de metamorfe granuliet-facies heerst. Als de smeltfractie in het gesteente groter wordt en de smelt ook de mafische mineralen pyroxeen en amfibool gaat bevatten, spreekt men wel van diatexis.
Bij in H2O verzadigde graniet vindt anatexis bij een temperatuur van rond de 650°C plaats; hoe minder vluchtige bestanddelen aanwezig zijn, hoe hoger deze temperatuur wordt. Bij het partieel smelten zullen de gehydrateerde mineralen in componenten vervallen, waarbij een waterrijke smelt ontstaat, waarin vervolgens felsische mineralen als kwarts en veldspaat in oplossen. Omdat in compleet "droge" gesteenten de solidus bij erg hoge temperaturen ligt en H2O in alle continentale gesteenten een wijdverspreide component is, komt volledig anhydrische anatexis in de praktijk nauwelijks voor.
Op microschaal kan het smelten zowel alleen langs korrelgrenzen plaatsvinden, als door de korrels heen.

## Resultaat
Als een partieel opgesmolten gesteente weer afkoelt, waardoor het opsmeltingsproces als het ware bevriest, ontstaat een gesteente dat migmatiet of anatexiet wordt genoemd. Als de partiële smelt een bepaalde volumefractie bereikt in het gesteente, kan deze opstijgen en op ondiepere plekken in de korst weer uitkristalliseren. Men spreekt dan van een pegmatiet.